# Nessa (Teuchern)
Nessa ist eine Ortschaft der Einheitsgemeinde Stadt Teuchern im Burgenlandkreis in Sachsen-Anhalt.

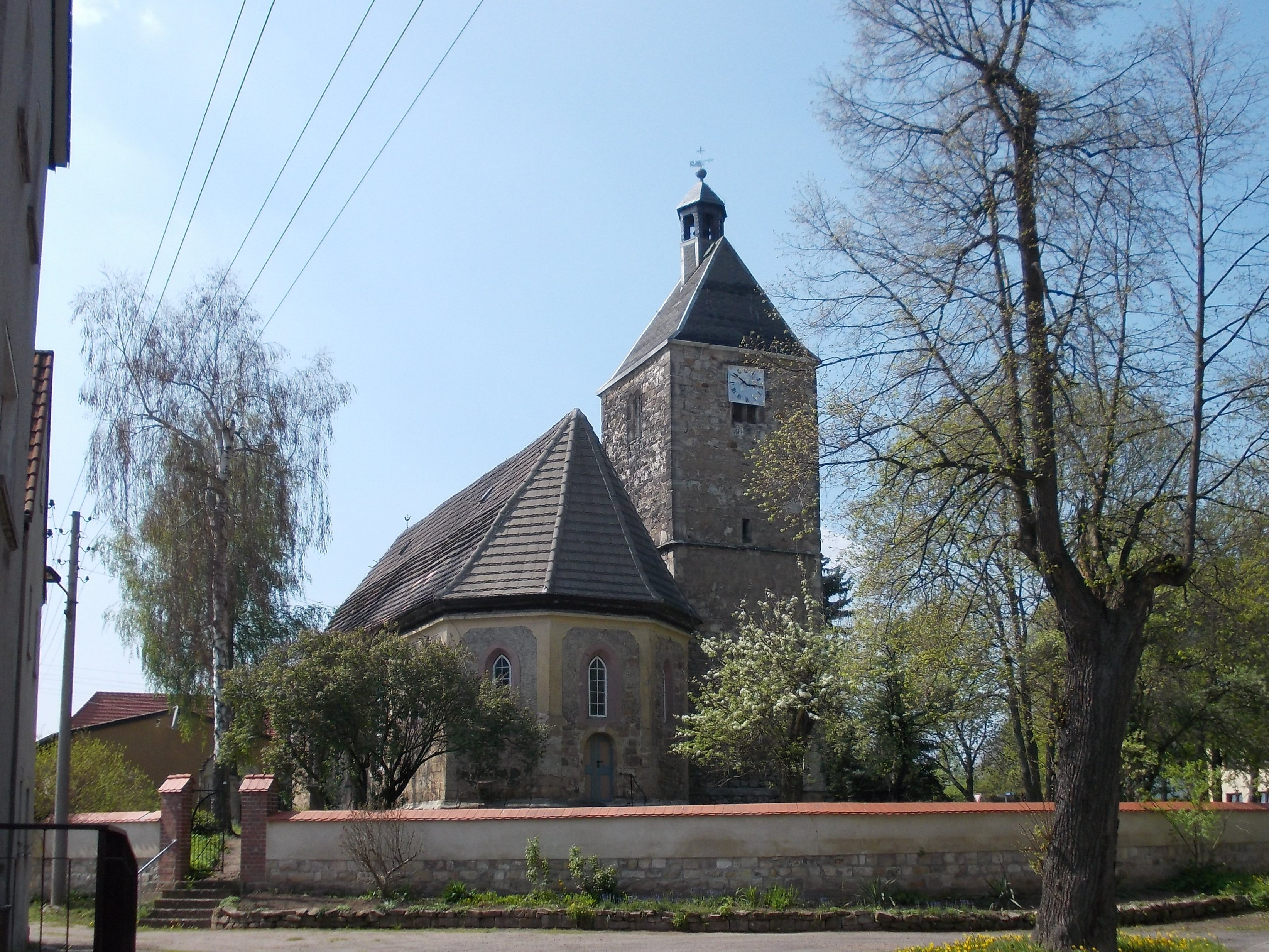
Kirche Obernessa

## Geografie
Nessa liegt zwischen Weißenfels und Zeitz.

### Gemeindegliederung
Als Ortsteile der Ortschaft sind ausgewiesen:
- Dippelsdorf
- Kössuln
- Obernessa
- Unternessa
- Wernsdorf

## Geschichte
Nessa wurde im Jahr 1065 erstmals urkundlich erwähnt.
Aus der Stadt Teuchern und den Gemeinden Deuben, Gröben, Gröbitz, Krauschwitz, Nessa, Prittitz und Trebnitz wurde zum 1. Januar 2011 per Gesetz die Einheitsgemeinde Stadt Teuchern gebildet. Mit Bildung der neuen Stadt wurden die an der Neubildung beteiligte Stadt und die beteiligten Gemeinden aufgelöst. Außerdem hörte die Verwaltungsgemeinschaft Vier Berge-Teucherner Land, in der alle vereinigten Gemeinden organisiert waren, auf zu existieren.

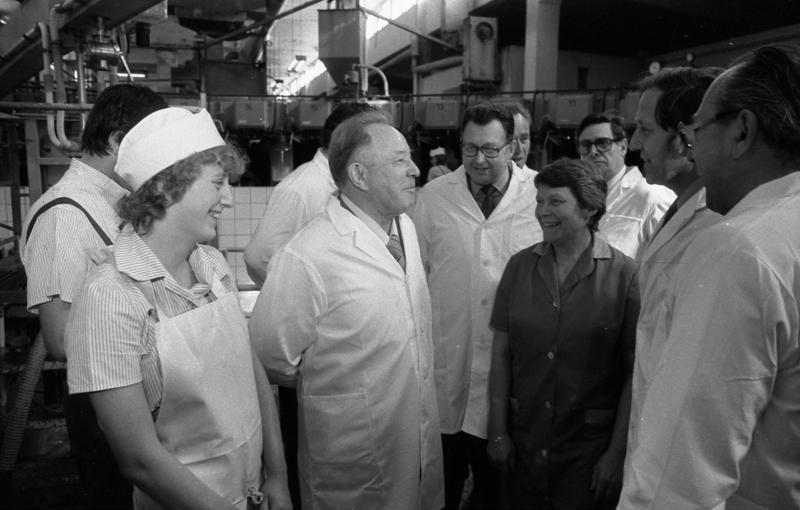
Erich Mielke zusammen mit Genossenschaftsbauern der ZGE Milchproduktion Nessa, Mai 1981

## Religion
Die evangelisch-lutherische Kirchengemeinde Nessa gehört zum Pfarrbereich Weißenfels-Südost (Langendorf) des Kirchenkreises Merseburg der Evangelischen Kirche in Mitteldeutschland. Die Kirchengemeinde unterhält die Dorfkirche Obernessa und Kirche St. Othmar (Unternessa).
Auf katholischer Seite ist für Nessa die Pfarrei St. Elisabeth (Weißenfels) im Bistum Magdeburg zuständig, deren nächste Filialkirche Hl. Kreuz (Teuchern) ist.

## Politik

### Gemeinderat
Der ehemalige Gemeinderat aus Nessa setzte sich aus 12 Ratsfrauen und Ratsherren zusammen.
- BI Nessa 5 Sitze
- CDU 3 Sitze
- SPD 3 Sitze
- FDP ein Sitz

(Stand: Kommunalwahl am 5. September 2004)

### Bürgermeister
Der ehrenamtliche Bürgermeister Dietmar Böhme wurde erstmals am 12. April 1992 gewählt.

### Wappen
| | Blasonierung: „Durch einen goldenen Balken geteilter Schild, oben in Schwarz fünf (3:2) goldene Kleeblätter, unten in Grün ein silberner rechtsaufsteigender Wellenbalken.“ |
| Wappenbegründung: Der gleichnamige Bach, die Nessa, durchzieht alle Ortsteile mit einer grünen Aue zu beiden Seiten. Dieser Tatbestand spiegelt sich auch im Wappen der Ortschaft wider. Die im Schildhaupt dargestellten fünf Kleeblätter verweisen anhand einer Zahlensymbolik auf die Ortsteile Dippelsdorf, Kössuln, Obernessa, Unternessa und Wernsdorf. Das Wappen wurde am 14. Mai 1992 durch das Ministerium des Innern genehmigt. | |

### Städtepartnerschaft
Seit 1995 besteht eine Partnerschaft mit der Stadt Saint-Jean-Bonnefonds im Arrondissement Saint-Étienne des französischen Départements Loire.

## Kultur und Sehenswürdigkeiten

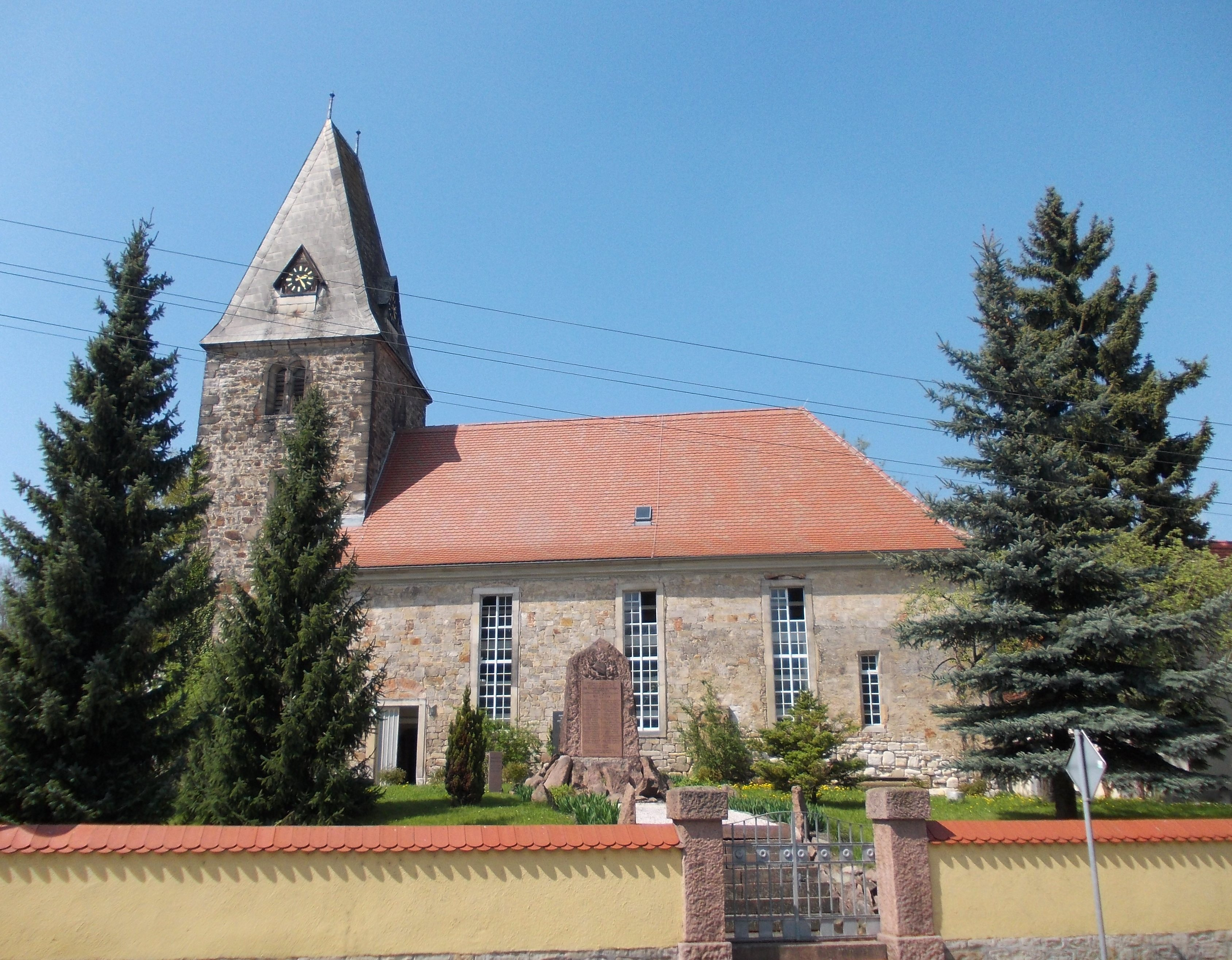
Kirche St. Othmar in Unternessa

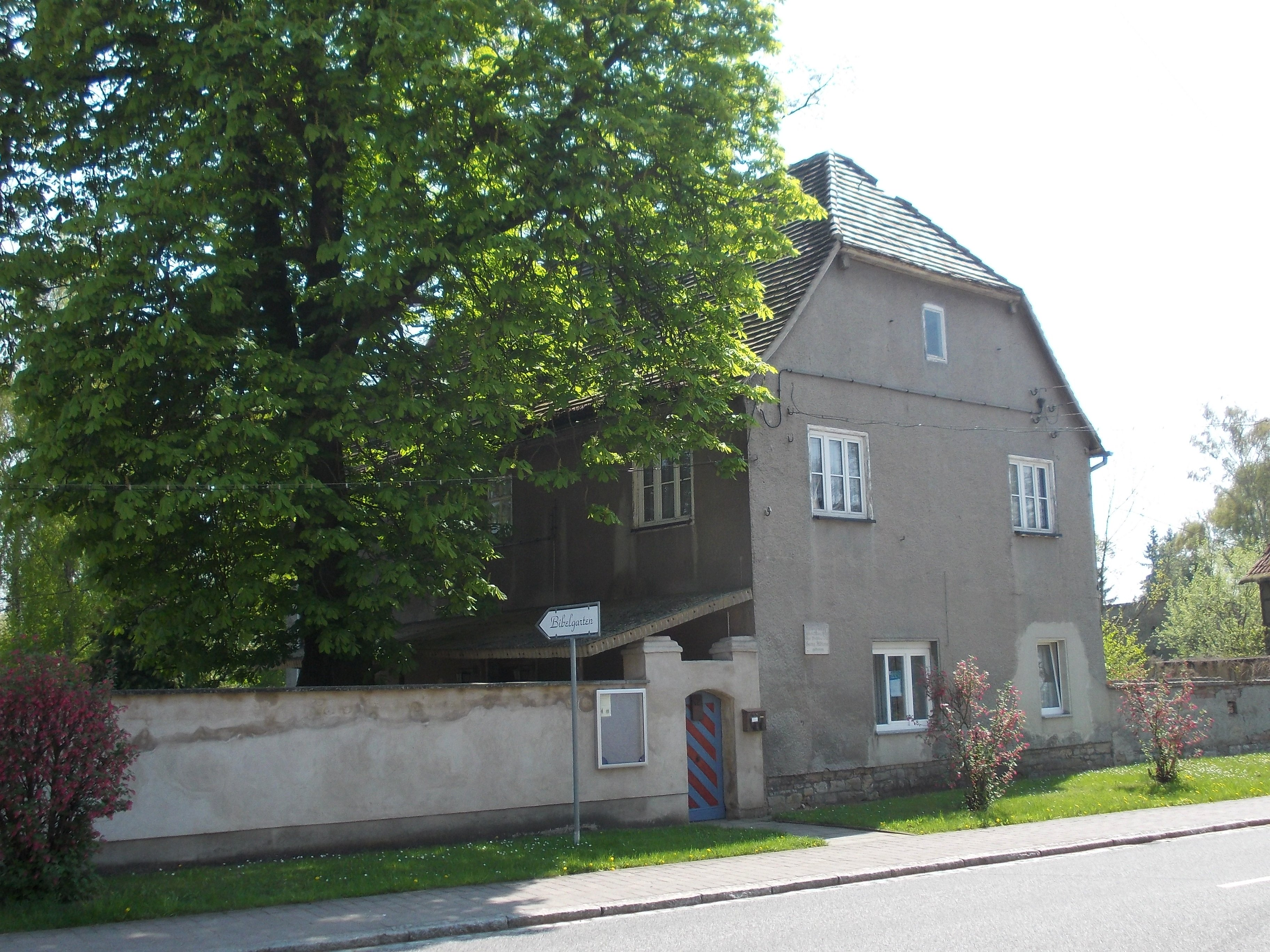
Pfarrhaus Unternessa

### Bauwerke
- Pfarrhaus Unternessa, Geburtshaus von Johann Georg Albini
- Kirche St. Othmar Unternessa
- Dorfkirche Obernessa
- Herrenhaus Nessa
- Uhrturm in Wernsdorf
- Mehrere Fachwerkbauten und Meilensteine

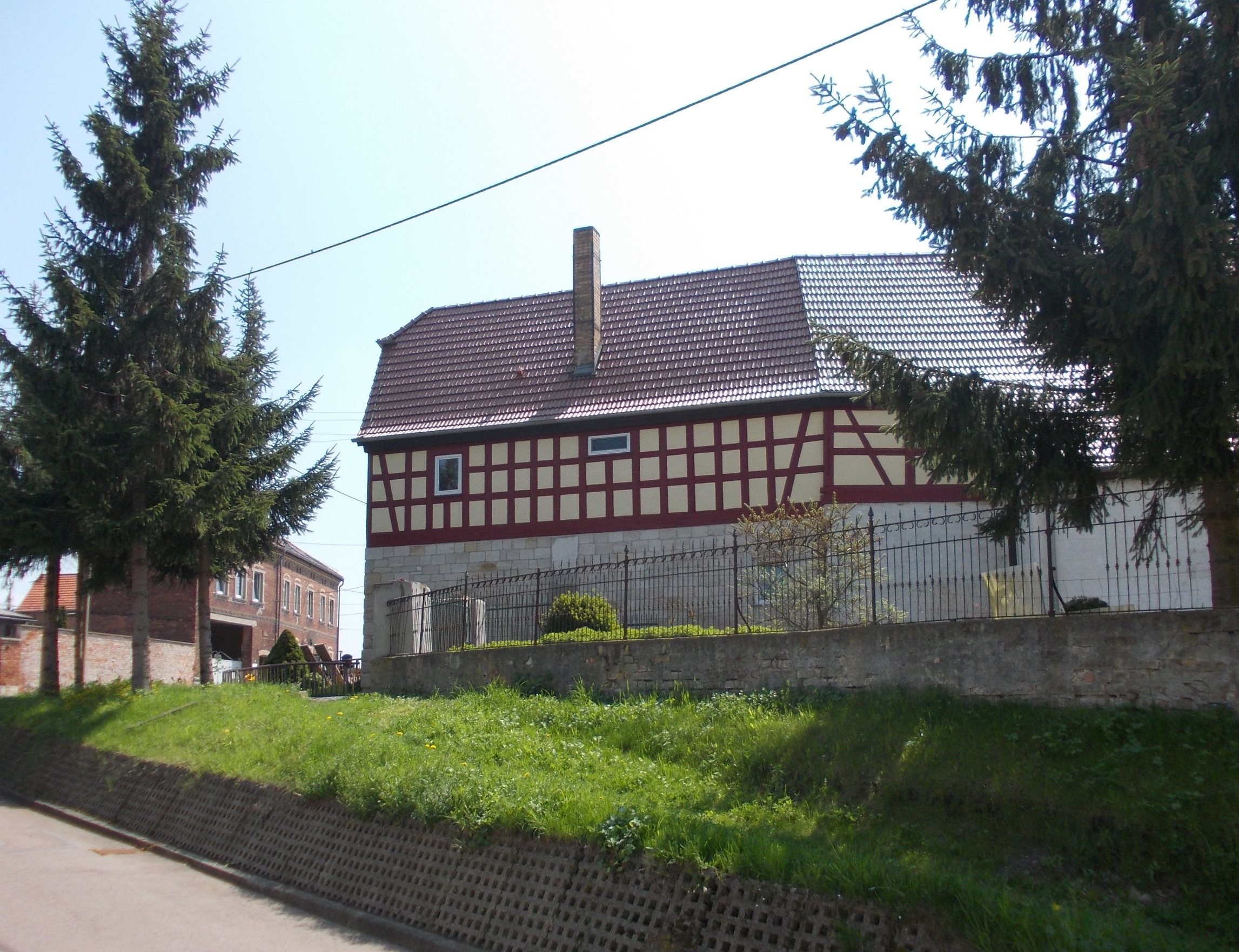
Fachwerk in Kössuln
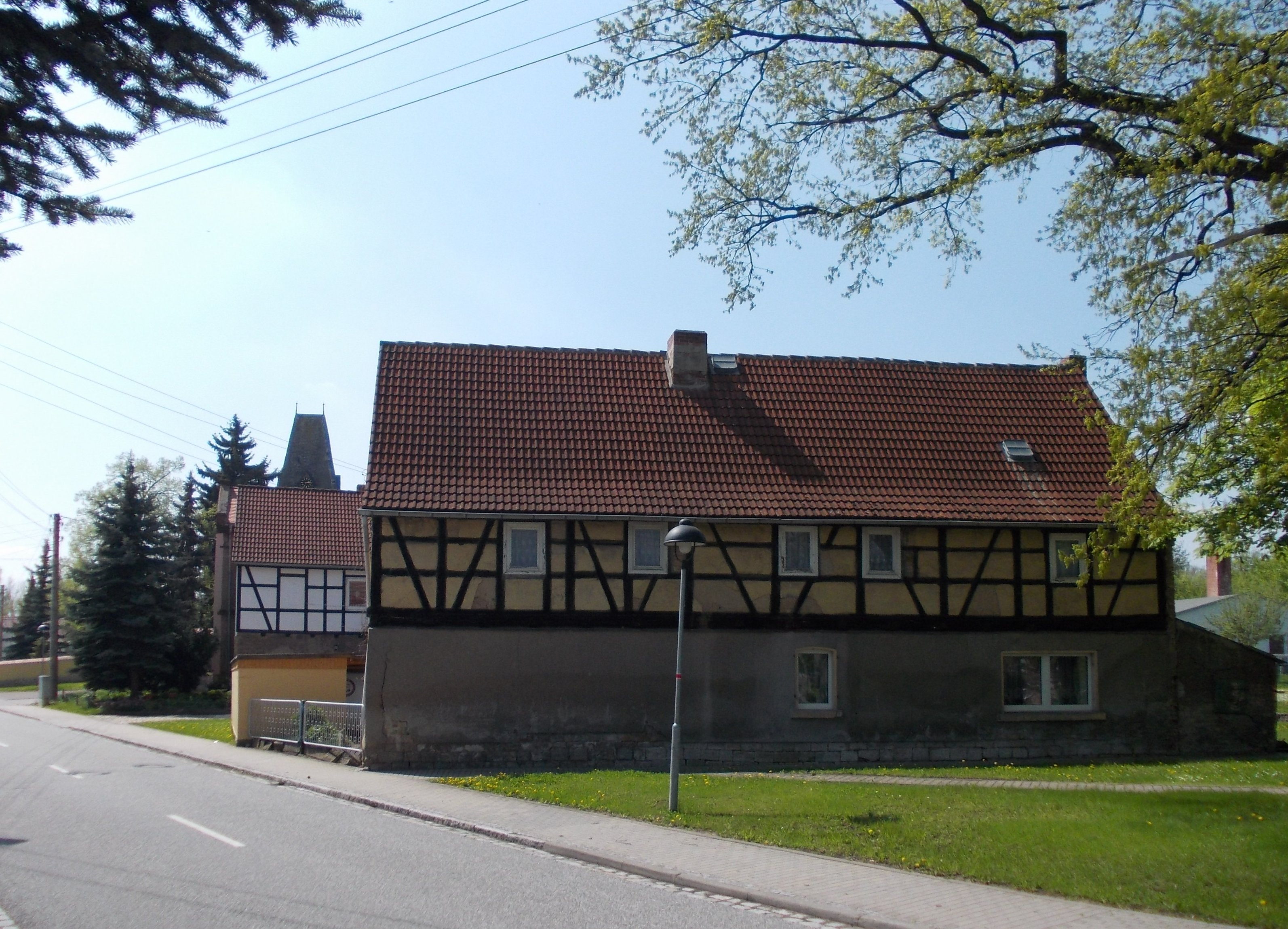
Fachwerkhäuser in Unternessa
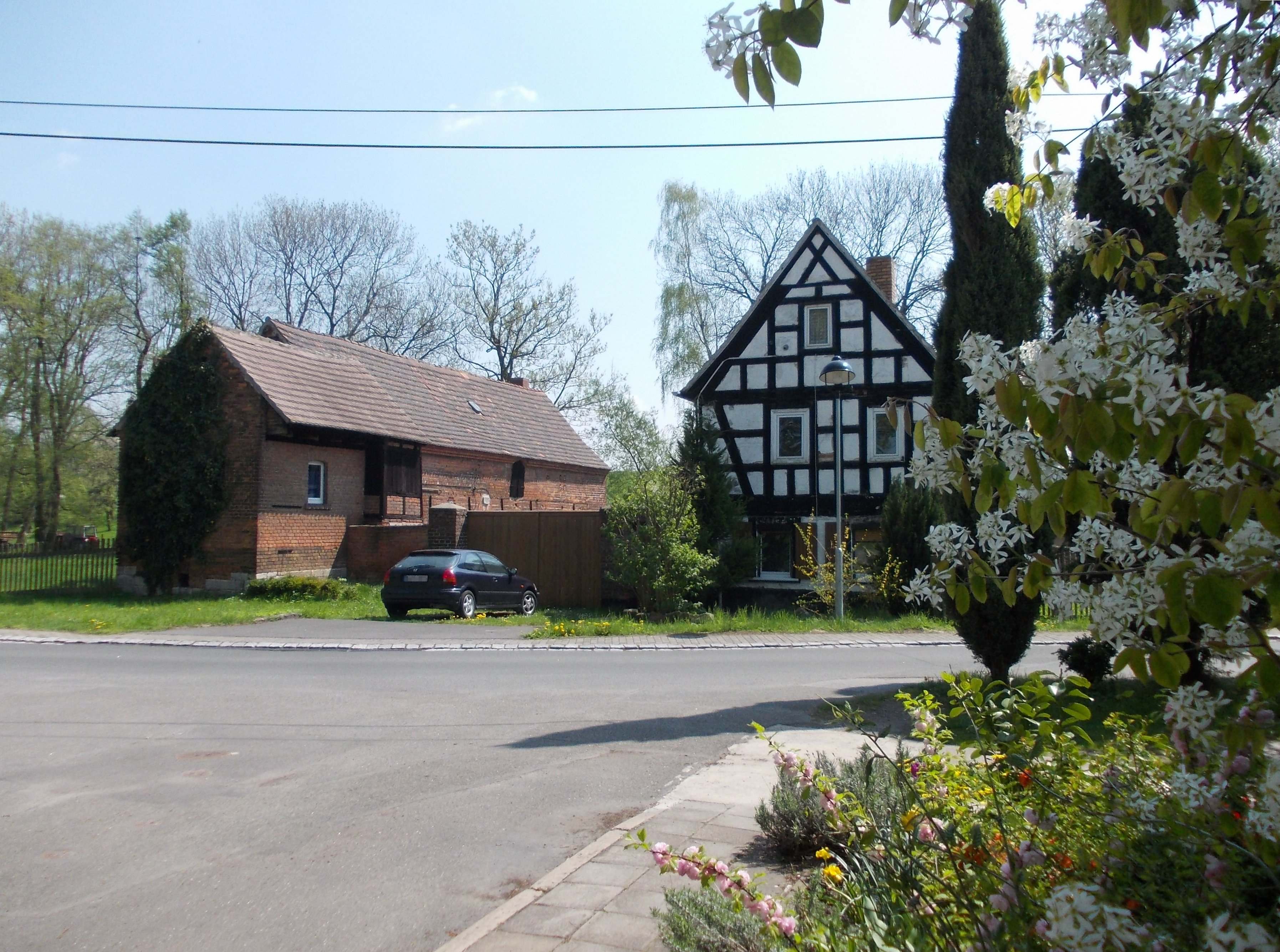
Fachwerk in Wernsdorf
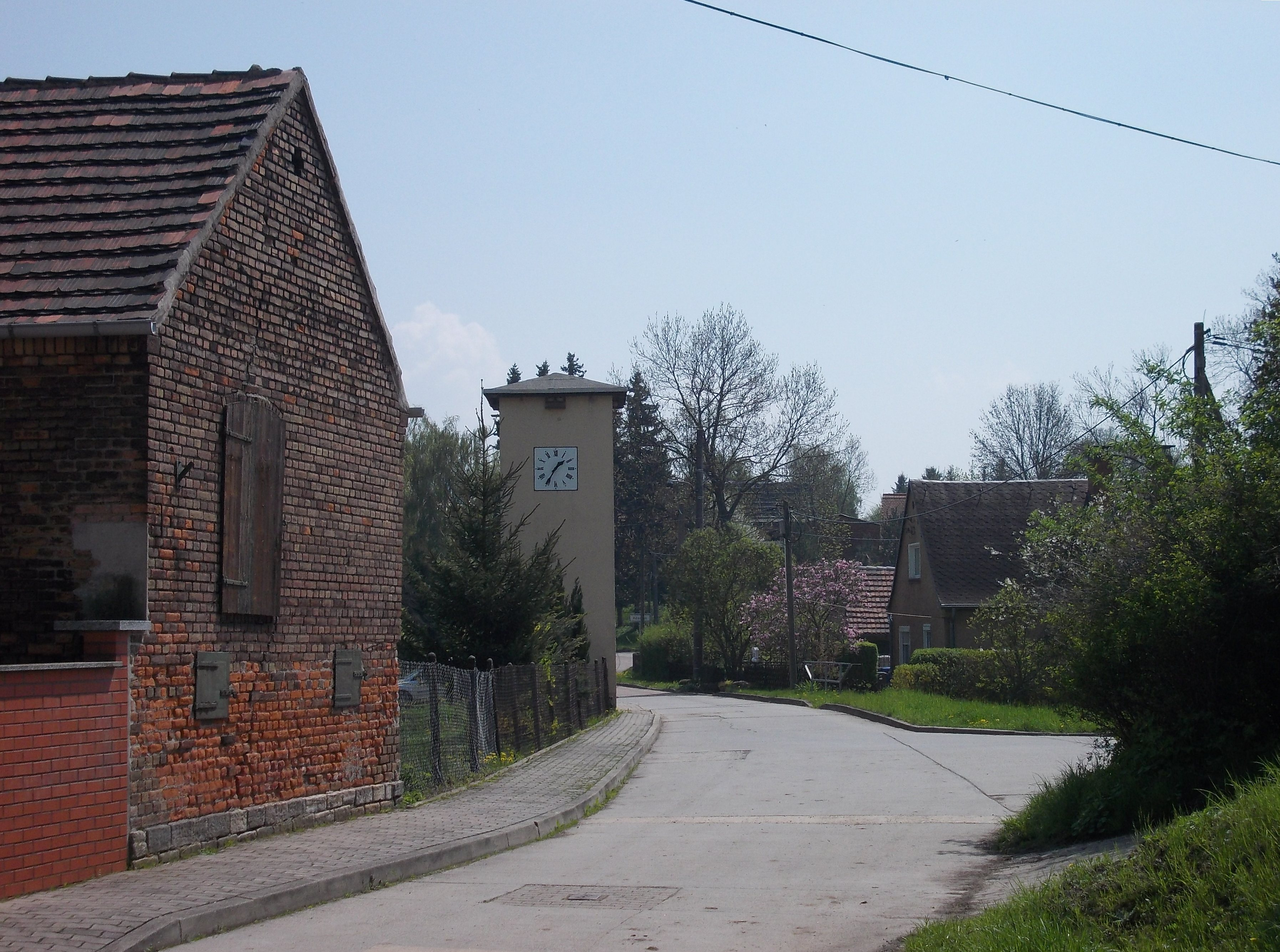
Trafohaus in Wernsdorf, zu einem Uhrturm umgewandelt
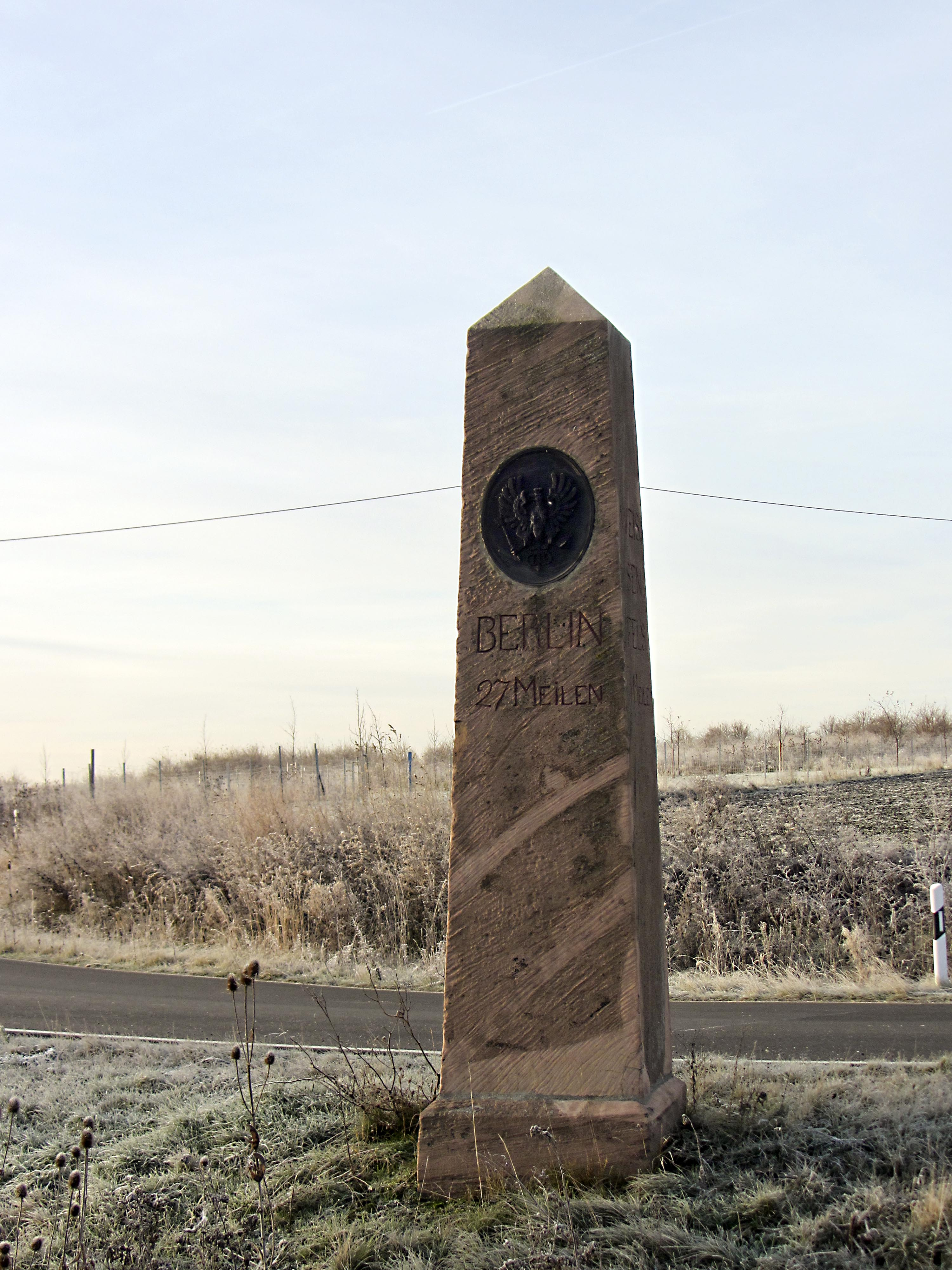
Preußischer Ganzmeilenobelisk an der B91

## Wirtschaft und Infrastruktur

### Verkehr

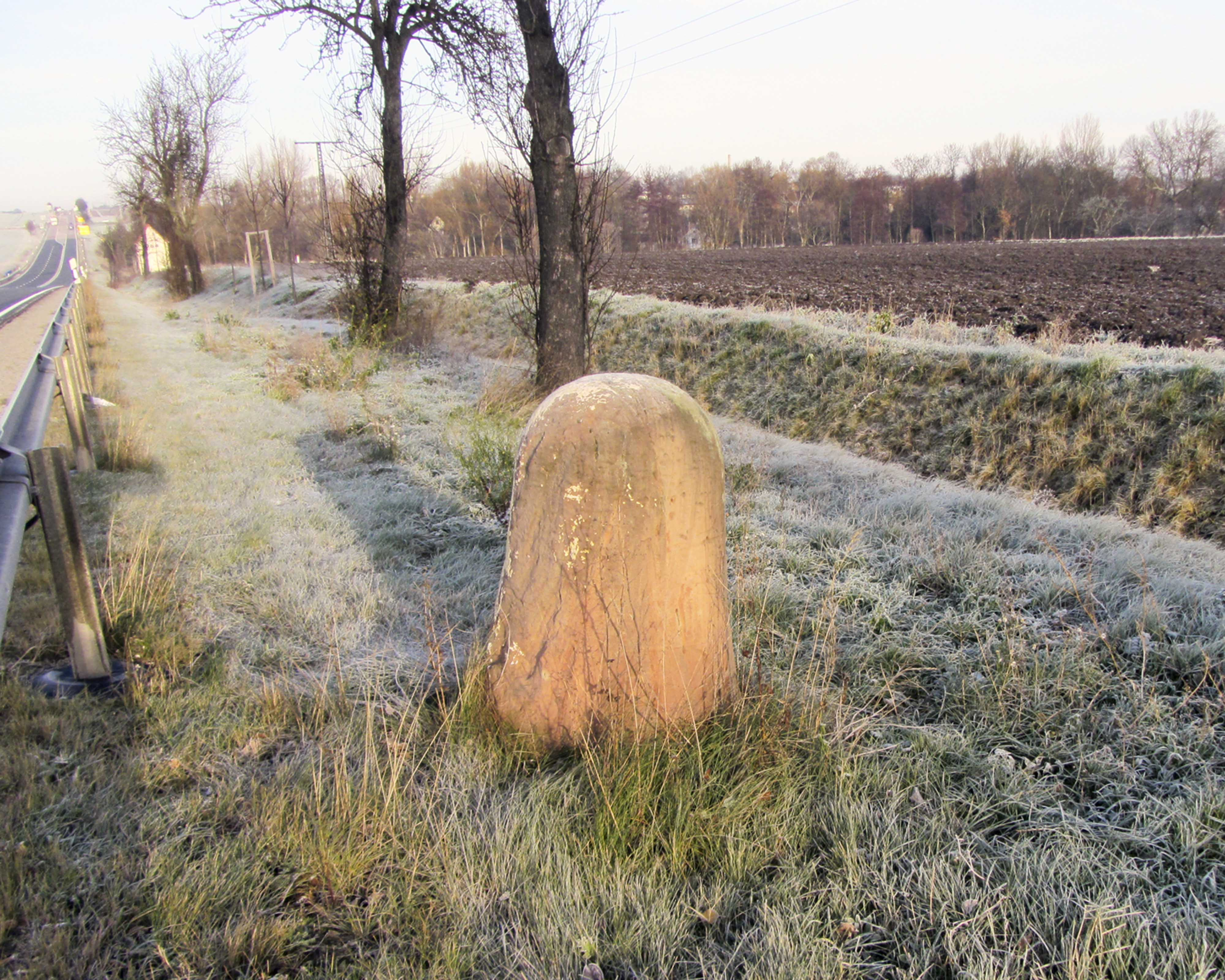
Preußischer Halbmeilenstein an der B91

In unmittelbarer Nähe des Ortschaftsgebietes verläuft die Bundesstraße 91 von Weißenfels nach Zeitz, und die Bundesautobahn 9. Am südwestlichen Ortsrand verläuft die Bahnstrecke Weißenfels–Zeitz. Der nächstgelegene Bahnhof ist Teuchern.

## Sport/Vereine
- VfB Nessa 1928 e. V.
- Ortsfeuerwehr Unternessa

## Persönlichkeiten
- Johann Georg Albini (1624–1679), evangelischer Theologe, Kirchenliederdichter, geboren in Unternessa
- Kurt Diebner (1905–1964), Atomphysiker, geboren in Obernessa